# Kurt Gloor
Pour les articles homonymes, voir Gloor.
Kurt Gloor est un cinéaste suisse né le 8 novembre 1942 à Zurich et mort le 20 septembre 1997 dans la même ville.

## Biographie
Kurt Gloor étudie l’art et le graphisme à l’École des Arts appliqués à Zurich. Il débute dans le cinéma comme assistant opérateur pour des films publicitaires.
En 1969, il fonde sa société Kurt Gloor Filmproduktion et il travaille comme réalisateur et producteur indépendant. Proche du nouveau cinéma suisse, il réalise des documentaires socialement critiques du cliché d'une Suisse idéale, en 1969 Le paysagiste (Die Landschaftsgärtner). Puis il reçoit en 1971, le Prix du film de la ville de Zurich pour Les enfants verts (Die grünen Kinder) en 1971.
Kurt Gloor se fait connaître du grand public en 1976 avec son premier long métrage La solitude soudaine de Konrad Steiner. Le film s'attaque à la dégradation de l'environnement en Suisse : Sigfrit Steiner (de) dans le rôle principal d’un vieux veuf est sur le point d'être placé dans une maison de retraite. Le film est projeté au Festival international du film de Berlin et il a reçu de nombreux prix.
Dans L’inventeur (Der Erfinder) Bruno Ganz interprète en 1980 Jakob Nüssli, un ouvrier qui a inventé une voiture qui existe déjà.  
En 1991 Kurt Gloor met en scène un sketch très remarqué sur le mythe de Guillaume Tell dans le film Visages suisses produit par Claude Richardet pour le 700e anniversaire de la Confédération Suisse. Il a obtenu une prime à la qualité de la Section du cinéma à Berne.
De 1993 à 1996 il réalise plusieurs documentaires pour la Télévision suisse alémanique. Il écrit également des articles pour les journaux Neue Zürcher Zeitung et la Weltwoche.
Kurt Gloor croyait en la force révolutionnaire du cinéma et il voulait sensibiliser le public à la solitude de la vie urbaine, l'assujettissement des femmes, la situation des opprimés et des marginaux. En 1997, il se suicide. Sa tombe se trouve au cimetière de Manegg (Zurich).

## Filmographie

### Courts métrages
- 1968 : Hommage
- 1968 : Mondo Karies
- 1970 : Wanted

### Documentaires
- 1969 : Die Landschaftsgärtner
- 1970 : Ex (documentaire)
- 1971 : Die grünen Kinder
- 1972 : Was halten Sie von autoritärer Erziehung ?
- 1973 : Die besten Jahre
- 1996 : Mit einem Fuß im Jenseits - Leben nach dem Tod

### Cinéma
- 1976 : La Solitude soudaine de Konrad Steiner (Die plötzliche Einsamkeit des Konrad Steiner)
- 1977 : Em Lehme si Letscht
- 1979 : Der Chinese
- 1980 : Der Erfinder
- 1984 : Mann ohne Gedächtnis
- 1991 : Visages suisses - Épisode de Guillaume Tell.
- 1993 : Jessica
- 1993 : Traumjob für Schutzengel
- 1994 : Blindlings ins Leben
- 1996 : Lahmgelegt - Der Kunstmaler Klaus Spahni

## Récompenses et distinctions
- 1970 : Prix FIPRESCI du Festival international du court métrage d'Oberhausen pour Die grünen Kinder.
- 1971 : Prix INTERFILM du Festival international du court métrage d'Oberhausen pour Ex.
- 1972 : Prix INTERFILM des Journées Internationales du Film Agricole de Berlin pour Was halten Sie von autoritärer Erziehung ?
- 1976 : Prix OCIC au Festival international du film de Berlin pour Die plötzliche Einsamkeit des Konrad Steiner.
- 1977 : Prix du cinéma de la ville de Zurich et Sirène d'argent de la semaine du film de Sorrento pour Die plötzliche Einsamkeit des Konrad Steiner.
- 1981 : Sélection officielle au Festival de Berlin et Prix OCIC au Festival international du film de Saint-Sébastien pour Der Erfinder (L’inventeur).
- 1984 : Prix OCIC au Festival international du film de Berlin pour Mann ohne Gedächtnis (Un homme sans mémoire).
- 1991 : Prime à la qualité de la Section du cinéma à Berne pour l’épisode de Guillaume Tell dans le film Visages suisses.